# Santana do Cariri
Santana do Cariri è un comune del Brasile nello Stato del Ceará, parte della mesoregione del Sul Cearense e della microregione di Cariri.
Santana do Cariri ha dato il nome all'importante Lagerstätte Formazione Santana, uno dei più importanti giacimenti di fossili.